# Đurađ Branković

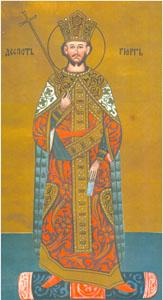
Illustration von Đurađ Branković aus dem Jahre 1429

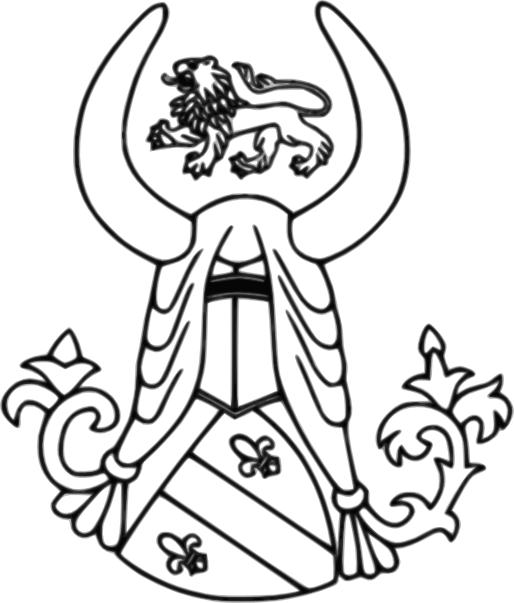
Wappen von Đurađ Branković

Đurađ Branković (ungarisch Brankovics György, kyrillisch Ђурађ Бранковић; * 1377; † 24. Dezember 1456) war ein serbischer Despot aus dem Adelsgeschlecht Branković, der von 1427 bis 1456 regierte. Er war der Nachfolger seines Onkels Stefan Lazarević und war mit Jerina (Irene) aus dem Haus Kantakuzenos verheiratet.

## Frühe Jahre
Als sein Onkel Stefan Lazarević 1402 die ungarische Oberhoheit anerkannte, führte dieser Umstand Branković als osmanischen Vasall in die Gegnerschaft zu Stefan Lazarević. Aus der zweiten Schlacht auf dem Amselfeld zwischen Stefan und ungarischen Hilfstruppen auf der einen und ihm mit osmanischen Hilfstruppen auf der anderen Seite ging Stefan als Sieger hervor. Die Politik Stefans, in seinem Herrschaftsbereich eine zentralistische Regierung aufzubauen und damit der Willkür des Adels ein Ende zu bereiten, welche nach der ersten Schlacht auf dem Amselfeld (1389) entstand, führte viele Adelige, und letztendlich auch seinen Onkel Vuk Lazarević, den Bruder Stefans, an den Hof Brankovićs.
Der Machtkampf zwischen den Söhnen Bayezids, Mehmed, Süleyman und Musa, zog auch die Branković und die Lazarević mit sich. Stefan Lazarević unterstützte Musa, der mit Mehmed gegen Süleyman verbündet war. Branković und Vuk Lazarević unterstützten Süleyman. Süleyman wurde von seinem Bruder Musa erdrosselt, der damit seine Nachfolge antrat. Das gleiche Schicksal wie Süleyman fand Vuk Lazarević, während Branković auf abenteuerlichem Wege den Mordanschlägen Musas entkam. Der neue gemeinsame Feind versöhnte ihn mit seinem Onkel Stefan. Er anerkannte die Oberherrschaft seines Onkels, regierte aber in seinem Herrschaftsbereich autonom. Aufgrund seiner guten Kontakte zu den Osmanen wie auch zu Byzanz galt er als bester Kenner der osmanischen Verhältnisse, weswegen ihm Stefan immer mehr Befugnisse anvertraute. Branković galt als der zweite Mann im Staat. Er führte die serbischen Truppen erfolgreich gegen Musa 1413 und im Krieg gegen Venedig 1421–1423, welcher mit einem Status quo endete.

## Serbischer Despot
Da Stefan Lazarević keine Nachkommen hatte, bestimmte er Branković zu seinem Nachfolger. Dem stimmte auch Ungarn, als oberster Lehnsherr Lazarevićs, zu. Doch betrachtete Ungarn die Vereinigung der Länder Lazarevićs und Brankovićs sowie Brankovićs Kontakte zu den Osmanen mit Missmut, weswegen es darauf bestand, dass nach dem Tode Lazarevićs Belgrad und Golubac an Ungarn zurückgegeben werden sollten. Im Gegenzug durfte Branković alle ungarischen Lehen seines Onkels behalten. Als Stefan Lazarević 1427 verstarb, wurde Branković neuer serbischer Despot (der Titel wurde 1429 vom byzantinischen Kaiser Johannes VIII. bestätigt). Sein Versuch, die Hauptstadt Belgrad zu behalten, wurde von Ungarn vereitelt; König Sigismund erschien selbst an der Spitze eines Heeres vor Belgrad und forderte die Übergabe der Stadt. Es folgte ein Massenexodus der serbischen Bevölkerung aus Belgrad, während ein Woiwode Jeremija die Festung Golubac an die Osmanen übergab. 1428 griffen die Osmanen an, drei Jahre nach ihrem letzten Feldzug gegen Serbien. Sultan Murad II. erkannte Branković nicht als serbischen Despoten an und verlangte die Übergabe Serbiens. Mit ungarischer Hilfe konnten die Osmanen zurückgedrängt werden, doch behielten sie Niš und Kruševac und damit die wichtigsten Verkehrswege in den Süden.
Mit Belgrad, Niš, Kruševac und Golubac verlor Branković die wichtigsten Festungen seines Staates. Er entschloss sich zum Bau einer neuen Festung, die zugleich die neue Hauptstadt werden sollte. Wegen der Nähe zu Ungarn wurde ein Fischerdorf gewählt, Smederevo. Schon zu Lebzeiten Stefan Lazarevićs gab es eine allgemeine Steuer für die Befestigung Belgrads. Nun wurde diese Steuer für Smederevo eingetrieben. Nach den osmanischen Feldzügen von 1425 und 1428 traf diese Steuer die Bevölkerung hart.

## Osmanen erobern Serbien
1433 verlobte Branković seine Tochter Mara mit dem Sultan, die Hochzeit fand 1435 statt. Doch 1439 starteten die Osmanen eine neue Offensive gegen Serbien. Branković konnte keinen nennenswerten Widerstand leisten, fehlte ihm auch die Unterstützung Ungarns, das auf einen neuen Krieg gegen die Osmanen nicht vorbereitet war. Seine Söhne Lazar und Stefan wurden gefangen genommen und geblendet. Er selbst zog sich nach Budva zurück und danach über Dubrovnik nach Ungarn. Die Eroberung Serbiens ausnutzend besetzte Venedig Budva und Bar, die bis dahin unter der Herrschaft Brankovićs standen. Im ungarischen Exil warb er für einen Krieg gegen die Osmanen.

## Die Befreiung Serbiens
1441 formierte sich unter der Vermittlung von Giuliano Cesarini ein Kreuzzug gegen die Osmanen u. a. mit dem polnisch-ungarischen König Władysław III., Johann Hunyadi und Branković. Die Osmanen wurden in Serbien 1443 geschlagen. Im darauf folgenden Frieden von Szeged stimmten die Osmanen der Räumung Serbiens und Branković als serbischen Herrscher zu, jedoch wurden die jährlichen Tributzahlungen von 50.000 auf 60.000 Goldmünzen erhöht. Bis 1444 räumten die Osmanen alle Gebiete, die sie 1439 erobert hatten. Branković regierte wieder in Serbien. Venedig konnte er nicht bewegen, Budva und Bar zurückzugeben.

## 1444–1456
Nach der Befreiung Serbiens trieb Branković die Erbauung Smederevos noch härter voran. Unter den letzten enormen Anstrengungen, Serbien vor einer erneuten Eroberung durch die Osmanen zu bewahren, litt die einfache Bevölkerung am meisten. In den serbischen Legenden wird die Erinnerung an dieses Leid in Smederevo als die verfluchte Stadt Jerinas, der Frau Branković, wachgehalten. Zum neuen Konflikt mit Ungarn kam es, als Władysław und Hunyadi den gerade zustande gekommenen Frieden brachen und den Kreuzzug gegen die Osmanen fortsetzten. Aus Befürchtung, eine Niederlage der christlichen Allianz würde zur neuerlichen Eroberung Serbiens führen, verweigerte Branković die Teilnahme am Kreuzzug. Władysław und Hunyadi sahen dies als Verrat Brankovićs an, und nach der Niederlage in der Schlacht bei Warna 1444 machten sie u. a. auch ihn dafür verantwortlich.
Die Beziehungen Brankovićs zu Ungarn hatten schon ihren Tiefpunkt, als Hunyadi, inzwischen Reichsverweser von Ungarn, 1448 einen neuen Kreuzzug gegen die Osmanen begann. Da Branković weiter als Vasall Ungarns galt, verlangte Hunyadi von ihm, sich dem Feldzug anzuschließen. Branković weigerte sich, musste er doch gleichzeitig die Oberhoheit Ungarns und die der Osmanen tragen, und sah eine Niederlage Hunyadis voraus. Seine Versuche, Hunyadi vom Kreuzzug abzubringen, scheiterten. Auch soll er auf Skanderbeg eingewirkt haben, sich Hunyadi nicht anzuschließen. Es bestand sogar der Verdacht, er habe die Osmanen vor dem neuen Kreuzzug gewarnt. Hunyadi versuchte daraufhin mit Gewalt, Branković zur Teilnahme am Kreuzzug zu bewegen. Bewusst setzte er mit seinem Heer nach Serbien und zog plündernd durch das Land. Auf die Nachricht vom Heranrücken der Osmanen zog er gen Süden, wo es zur zweiten Schlacht auf dem Amselfeld (1448) kam. Es folgte eine katastrophale Niederlage des christlichen Heeres. Hunyadi floh, wurde aber von Branković gefangen und eingekerkert. Hunyadi wurde freigelassen, als er sich verpflichtete, die Lehen Brankovićs in Ungarn nicht anzugreifen und für die Schäden, die seine Armee in Serbien gemacht hatte, aufzukommen.
Zurück in Ungarn wurde Hunyadi vom Gegenpapst Felix V. seiner Verpflichtung entbunden und konfiszierte alle Lehen Brankovićs. Damit endete de facto die ungarische Oberhoheit über Serbien. Branković war fortan ganz auf die Gnade der Osmanen angewiesen. 1453 mussten seine Soldaten an der Eroberung von Konstantinopel teilnehmen, bewachten jedoch wegen ihrer Unzuverlässlichkeit im Kampf gegen die Stadt einen Außenposten bei Edirne. Im gleichen Jahr wendeten sich die Crnojević in Montenegro von ihm ab und baten um Venedigs Schutz und Oberhoheit. Geschlagen vom Leben zog sich Branković immer mehr zurück. 1454 begann eine neue Eroberungswelle der Osmanen. Sie eroberten dabei weite Teile Serbiens. Branković zog nach Ungarn und Wien und bat um Unterstützung, während seine Armee Smederevo verteidigen konnte. Auf seiner Rückkehr wurde er bei Belgrad vom Schwager Hunyadis Mihály Szilágyi angegriffen und gefangen genommen, bei diesem Angriff verlor er drei Finger. Erst unter Vermittlung von König Ladislav wurde er freigelassen. Schwermütig und mit düsteren Blicken auf die Zukunft verstarb Branković 1456. Sein von den Osmanen geblendeter Sohn Lazar wurde neuer serbischer Despot.

## Bewertung
Đurađ Branković wird in der serbischen Geschichtsschreibung als einer der fähigsten serbischen Regenten des Mittelalters beschrieben. Er soll enorme Anstrengungen unternommen haben, um Serbien vor der Eroberung durch die Osmanen zu retten, konnte diese lediglich aufschieben, aber nicht verhindern. Unklar bleibt sein Verhalten gegenüber Johann Hunyadi nach dessen Niederlage auf dem Amselfeld 1448, was als sein größter politischer Fehler gedeutet wird. Die ungarische Geschichtsschreibung betrachtet Branković weniger positiv und sieht in ihm einen unzuverlässigen Vasallen, der einzig seine Interessen zu verwirklichen suchte, vor Verrat nicht scheute und je nach Interesse gegen Ungarn arbeitete. Allerdings mag das auf viele ungarische Vasallen jener Zeit zugetroffen haben.